# 最速降下曲線

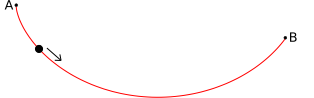
最速降下曲線のイメージ図

最速降下曲線（さいそくこうかきょくせん、英: Brachistochrone curve）は、任意の2点間を結ぶ全ての曲線のうちで、曲線上に軌道を束縛された物体に対して重力 (に代表される保存力) のみが作用する仮定の下、物体が速度0でポテンシャルが高い方の点を出発してからもう一方の点に達するまでの所要時間がもっとも短いような曲線である。
最速降下曲線はサイクロイドである。AとBが与えられAがBよりも高いとき、Aを無限斜面で通り、またBも通りAとBの間で最大値をとらない上下逆のサイクロイドがひとつだけある。これが最速降下曲線である。したがって最速降下曲線は物体の重さと重力定数の強さにはよらない。この問題は変分法を使って解くことが出来る。 注意すべきは、Aで初速度があったり、摩擦が考慮されていると時間を最小にする曲線は上記の曲線から外れることである。

## サイクロイドであることの証明

赤い曲線（サイクロイド）上の点が、まっすぐな線や直角状の線の上の点よりも早く目的地に到達する

フェルマーの原理より、2点間で光のビームが通る実際の道筋は、最短の時間で光が横切るものである。したがって最速降下曲線は、光が媒質の中で垂直方向の加速を受けるとき（gを重力加速度とする）の光のビーム軌道である。エネルギー保存の法則を用いれば、h を現在の位置とはじめの位置との高さの差とすると、物体が一定の重力の中にあるときその速度は
{\displaystyle v={\sqrt {2gh}}}
となる。速度は水平方向の変位によらないことに注意。
θは軌道が垂直方向となす角とする。スネルの法則によれば軌道上で光のビームは次の式に従う：
{\displaystyle {\frac {\sin {\theta }}{v}}={\frac {1}{v_{\mathrm {max} }}}}.
{\displaystyle v_{\mathrm {max} }} は最高速度である。（{\displaystyle \sin \theta }が最大値1となるとき）
上記の式の速度を代入すると次の2つの結論が得られる。
1. 粒子の速度がゼロの始めは角度はゼロである。したがって最速降下曲線は原点で垂直方向である。（つまり下方向）
2. 速度は軌道が水平になるとき最大である。

簡単のために粒子（またはビーム）が座標(0,0)から離れているとして、最大速度が高さD で得られると考える。
{\displaystyle v_{\mathrm {max} }={\sqrt {2gD}}}.
すべての軌道上の位置で軌道の傾き角度θは(x,y)座標では次のように表される：
{\displaystyle \sin {\theta }={\frac {dx}{\sqrt {dx^{2}+dy^{2}}}}}.
この式を前の式に代入し項を整理しなおすと次の式が結果として得られる：
{\displaystyle \left({\frac {dy}{dx}}\right)^{2}={\frac {D}{y}}-1}.
ここで半径rのサイクロイドの微分方程式は
{\displaystyle \left({\frac {dy}{dx}}\right)^{2}={\frac {2r}{y}}-1}.
である。比較すると、結果の式は半径{\displaystyle r=D/2} の円が作る反対のサイクロイドの微分方程式である。

## 歴史
ガリレオ・ガリレイは1638年に著書『Two New Sciences』で、最速降下曲線は円弧であるとしたが誤りであった。ヨハン・ベルヌーイは（以前に解析した等時曲線を参照して）この問題を解いた後、1696年6月に著書『Acta Eruditorum』で読者に対して問題を提示した。4人の数学者がこれに応じて解答した。アイザック・ニュートン、ヤコブ・ベルヌーイ（ヨハンの兄）、ゴットフリート・ライプニッツ、ギヨーム・ド・ロピタルである。ロピタルを除く3人の解答は1697年の同じ版で出版された。
弟に対抗してヤコブ・ベルヌーイはより難しい最速降下曲線問題を作った。それを解いている間に新しい手法を開発し、それがレオンハルト・オイラーによって改良され後に変分法と呼ばれるものになった。ジョゼフ＝ルイ・ラグランジュは現代の微積分学に帰着するさらなる仕事を進めた。
ニュートンとライプニッツの間の異なった競争もまたこの発展に貢献している。それぞれが、最速降下曲線問題を相手より先に解いたと主張している。また計算法における次の仕事でも彼らは言い争いを続けている。

## 語源
ギリシア語でbrachistosは最も短いという意味で、chronosは時間という意味である。